# Endonuklease
Als Endonuklease wird eine Nuklease bezeichnet, die ein Substrat (die Nukleinsäure – DNA und/oder RNA) durch Spaltung einer inneren Phosphodiesterbindung abbaut, also nicht endständig spaltet. Das bedeutet auch, dass im Gegensatz zu Exonukleasen als Reaktionsprodukte kein einzelnes Nukleotid, sondern immer Mehrfachnukleotide entstehen.
Durch aufeinanderfolgende Reaktionen entstehen immer kürzere Fragmente, bis diese zu kurz sind, um der Endonuklease als Substrat zu dienen oder keine Erkennungsstellen mehr vorhanden sind. Dieser sogenannte endonukleolytische Verdau hinterlässt pro Reaktion jeweils zwei Fragmente, während beim exonukleolytischen Verdau durch eine Exonuklease ein verkürztes Nukleinsäuremolekül und ein Nukleinsäure-Monomer entsteht.
Zu den Endonukleasen gehören z. B. die Restriktionsenzyme und die Homing-Endonukleasen. Restriktionsenzyme werden bei einem Restriktionsverdau verwendet.
Im Zuge des Genome Editing werden Endonukleasen mit bestimmbarer Erkennungssequenz verwendet, z. B. Transcription Activator-like Effector Nucleases, die CRISPR/Cas-Methode und Zinkfingernukleasen.